# Narodni pokret „Jugosloveni”
Narodni pokret „Jugosloveni” je grupa građana jugoslovenskog naroda formirana 2019. godine u Beogradu. Jedan od njenih istaknutih osnivača i član Glavnog odbora je Đorđe Škorić iz Obrenovca, on je bivši član Narodnog pokreta „Otpor”. Organizacija pored Srbije ima svoje ogranke u bivšim republikama Jugoslavije.

## Ciljevi i zadaci
Narodni pokret „Jugosloveni” se bavi promocijom kulture Jugoslavije, zagovornik je jugoslovenstva, anti-nacionalizma, komunizma i teze da je „socijalistička Jugoslavija najveće civilizacijsko dostignuće Južnih Slovena“. Pre i tokom trajanja Popisa stanovništva 2022. u Srbiji samostalno je pokrenuo i izneo kampanju „Izjasni se kao Jugosloven“ lepeći plakate po opštinama i gradovima Srbije. Članovi pokreta smatraju da je ovakva njihova aktivnost imala direktnu posledicu povećanja broja izjašnjenih Jugoslovena u Srbiji za 3.840 više nego na predhodnom popisu 2011. od ukupnog broja izjašnjenih 27.143 Jugoslovena u Srbiji 2022. godine.